# 집금오
집금오(執金吾)는 고대 중국의 관명이다.
본래 진나라의 무관 직명인 중위(中尉)로 존재했다. 후한 때는 무관 관직으로 중랑령, 위위, 중위가 있었다. 중랑령은 황제의 신변 경호를, 위위는 징병 제도로 모아진 지방군인 남군의 통솔을, 중위는 중앙에서 소집된 북군의 통솔 및 수도 순찰 경비를 담당했다. 중위는 전한 무제 태초 1년(기원전 104년) 집금오로 개칭되었다. 녹봉은 2천 석이었다.
집금오의 속관에는 中塁・寺互・武庫・都船의 4령(令)과 승(丞)이 있고, 武庫・都船에는 3승(丞), 中塁에는 2위(尉)가 있었다. 式道・左右中候의 제후 및 승(丞)、左右輔都尉의 무관, 승(丞), 병졸이 집금오에 속했다.
수나라 및 당나라 시대에는 금오장군(金吾将軍)으로 불리는 관직이 있었다.

## 참고 자료
- 《한서》 백관공경표 7 상
- 西嶋定生 『秦漢帝国』